# Lygropia domingalis
Lygropia domingalis là một loài bướm đêm trong họ Crambidae.